# Biblioteca mundial de medicina de la mujer
La Biblioteca mundial de medicina de la mujer(Global Library of Women's Medicine) es un recurso de información clínica gratuito y disponible públicamente sobre la salud de la mujer que se lanzó el 20 de noviembre de 2008. Su propósito es brindar apoyo experto a obstetras , ginecólogos y profesionales de la salud reproductiva .
Más de 750 especialistas contribuyen al sitio y su característica principal es una biblioteca grande y en constante crecimiento de capítulos especialmente encargados sobre la mayoría de los aspectos de la medicina de la mujer, constantemente revisados y actualizados. Esto ha sido respaldado recientemente por la introducción de una opción de evaluación de aprendizaje en línea, que proporciona certificados de finalización de estudios más premios de desarrollo profesional continuo (de FIGO, Federación Internacional de Ginecología y Obstetricia ) para aquellos que realizan esta evaluación con éxito.
El sitio también incluye una extensa sección sobre Maternidad Segura que brinda orientación práctica para enfermeras, parteras y otros trabajadores de la salud y ofrece una aplicación gratuita de Maternidad Segura para que estos recursos puedan acompañar a los proveedores de atención durante su trabajo diario. Si bien los recursos proporcionados por The Global Library están diseñados para ser relevantes en todas partes, hay un enfoque especial adicional en las necesidades de los LMIC .
La Biblioteca Global se administra como una empresa sin fines de lucro y no acepta publicidad ni patrocinio comercial; sus ingresos dependen de donaciones personales y becas educativas sin restricciones.
El editor en jefe es Peter von Dadelszen, Profesor de Salud Global de la Mujer, King's College London .
El sitio web ha sido certificado por la fundación Health On the Net como "cumple totalmente con el estándar HONcode para información de salud confiable" .

## Bienestar de la Mujer
El programa de salud global Welfare of Women es una nueva iniciativa de The Global Library of Women's Medicine y es un intento de proporcionar a los profesionales de la salud de todo el mundo acceso inmediato a la información más reciente y de vanguardia sobre la salud de la mujer y sobre la gestión de las "mejores prácticas" de las condiciones clínicas pertinentes.
En particular, el programa trata de abordar los principales factores que, en el pasado, a menudo han limitado la transmisión efectiva de dicha información a quienes más la necesitan mediante el uso de una gama de nuevas tecnologías y enfoques de una manera cuidadosamente integrada. Los factores abordados incluyen el idioma (el programa es multilingüe), la distribución (utilizando Internet y las tecnologías de telefonía móvil combinadas para maximizar la cobertura), la interactividad (ofreciendo opciones para la interacción del lector, no solo el estudio pasivo), la divulgación (distribución global, asistida por redes locales y sociedades nacionales, adaptabilidad (actualización, adaptación y extensión continuas) y enfoque (proporcionado en tres niveles separados para satisfacer las diferentes necesidades de los lectores).
De esta manera, se espera que este programa pueda hacer una contribución modesta pero práctica al trabajo de muchos profesionales de la salud dedicados en todo el mundo.